# Sam Hardy (calciatore)
Samuel Hardy (Chesterfield, 26 agosto 1883 – Chesterfield, 24 ottobre 1966) è stato un calciatore inglese, di ruolo portiere.

## Palmarès

### Club

#### Competizioni nazionali
- Campionato inglese: 1

Liverpool: 1905-1906
- Coppa d'Inghilterra: 2

Aston Villa: 1912-1913, 1919-1920
- Community Shield: 1

Professionisti: 1913